# Биджиев, Солтан-Хамид Локманович
Солтан-Хамид Локманович Биджиев (1919—1995) — советский военный лётчик. Участник Великой Отечественной войны. Герой Российской Федерации (1995, посмертно). Капитан.

## Биография
Солтан-Хамид Локманович Биджиев родился 10 сентября 1919 года в ауле Учкулан Баталпашинского отдела Кубанской области на территории, контролируемой Вооружёнными силами Юга России (ныне аул Карачаевского района Карачаево-Черкесской Республики Российской Федерации) в крестьянской семье. Карачаевец. Окончил Учкуланскую неполную среднюю школу и рабфак в городе Микоян-Шахаре. Занимался планёрным спортом. С 1937 года работал учителем в родном селе. В 1938 году С. Л. Биджиев поступил в только что открывшийся в Микоян-Шахаре учительский институт, по окончании которого в 1940 году его назначили директором школы в Учкулане.
В ряды Рабоче-крестьянской Красной Армии С. Л. Биджиев был призван в 1940 году. Срочную службу начал в 3-м стрелковом полку 53-й стрелковой дивизии. Однако через несколько месяцев службы он написал рапорт о переводе в авиацию и в 1941 был направлен в 13-ю военную авиационную школу пилотов в Днепропетровске. В 1941—1942 годах С. Л. Биджиев проходил обучение в Молотовской военной школе пилотов, которую он окончил по первому классу. Службу в военно-воздушных силах младший лейтенант С. Л. Биджиев начал во 2-й учебно-тренировочной авиационной эскадрилье резерва.
В боях с немецко-фашистскими захватчиками младший лейтенант С. Л. Биджиев с 13 августа 1943 года в должности лётчика 90-го гвардейского штурмового авиационного полка 4-й гвардейской штурмовой авиационной дивизии 5-го штурмового авиационного корпуса 2-й воздушной армии Воронежского фронта. Воевал на штурмовике Ил-2. Участник Белгородско-Харьковской операции Курской битвы. В ходе сражения на Курской дуге Солтан-Хамид Локманович совершил 11 боевых вылетов на штурмовку живой силы и техники противника, находящихся на огневых позициях. В результате штурмовых ударов он уничтожил 3 танка, 8 автомашин с войсками и грузами, подавил огонь двух малокалиберных точек зенитной артиллерии и в составе группы взорвал склад с боеприпасами. 17 августа 1943 года самолёт младшего лейтенанта Биджиева был подбит, но Солтан-Хамид Локманович сумел благополучно посадить самолёт на своей территории.
После разгрома немецко-фашистских войск на Курской дуге младший лейтенант С. Л. Биджиев сражался за освобождение Украины, приняв участие в большинстве крупных операциях Воронежского (с 20 октября 1943 года — 1-й Украинский) фронта (Битва за Днепр, Житомирско-Бердичевская, Корсунь-Шевченковская, Ровно-Луцкая и Проскуровско-Черновицкая операции). За этот период он произвёл 60 боевых вылетов на штурмовку скоплений войск противника и разведку. В результате штурмовок он уничтожил и повредил 9 танков, до 24 автомашин и 6 повозок с войсками и грузами, подавил огонь семи зенитных точек, в составе группы взорвал 4 склада с боеприпасами и горюче-смазочными материалами. Всего за время пребывания на фронте Солтан-Хамид Локманович совершил 91 успешный боевой вылет.
Ещё в октябре 1943 года по решению Совета Народных Комиссаров СССР началась депортация карачаевского народа. Скоро волна репрессий докатилась и до передовой. 2543 карачаевца были демобилизованы из Красной Армии по национальной принадлежности. В июле 1944 года в их число попал и старший лётчик 90-го гвардейского штурмового полка член ВКП(б) с 1940 года младший лейтенант С. Л. Биджиев. Однако безупречная репутация и высокие боевые награды позволили Солтан-Хамиду Биджиеву остаться в рядах РККА. До октября 1945 года он работал лётчиком-инструктором 2-го военного авиационного училища имени В. П. Чкалова в Южно-Уральском военном округе. Затем служил старшим лётчиком одного из научно-исследовательских учреждений Министерства Вооружённых Сил СССР. В мае 1948 года капитан С. Л. Биджиев был уволен в запас. Работал учителем и директором ряда сельских школ Чкаловской области. После частичной реабилитации карачаевского народа в 1958 году Солтан-Хамид Локманович вернулся в Карачаево-Черкесию. Работал инструктором Ставропольского крайкома КПСС. В 1961—1965 годах занимал должность секретаря Зеленчукского райкома КПСС. С 1965 года Солтан-Хамид Локманович на хозяйственной работе. Занимал должности заместителя начальника строительного управления, директора заводов «Микрокомпонент» в селе Учкекене и «Спираль» в станице Зеленчукская. После выхода на пенсию С. Л. Биджиев жил в ауле Красный Октябрь (ныне аул Кызыл-Октябрь Зеленчукского района Карачаево-Черкесской Республики). 
Умер Солтан-Хамид Локманович в августе 1995 года. 
Звание Героя Российской Федерации было присвоено младшему лейтенанту Солтан-Хамиду Локмановичу Биджиеву указом Президента Российской Федерации N 1018 от 5 октября 1995 года за мужество и героизм, проявленные в борьбе с немецко-фашистскими захватчиками в Великой Отечественной войне 1941—1945 годов посмертно.

## Участие в операциях и битвах
- Курская битва:
  - Белгородско-Харьковская операция «Румянцев» с 13 августа 1943 года по 23 августа 1943 года.
- Киевская наступательная операция с 3 ноября 1943 года по 22 декабря 1943 года.
- Днепровско-Карпатская операция:
  - Житомирско-Бердичевская операция с 24 декабря 1943 года по 14 января 1944 года.
  - Корсунь-Шевченковская операция с 24 января по 17 февраля 1944 года.
  - Проскуровско-Черновицкая операция с 4 марта 1944 года по 17 апреля 1944 года.

- Львовско-Сандомирская операция с 13 июля 1944 года по 3 августа 1944 года.
- Будапештская операция с 29 октября 1944 года по 13 февраля 1945 года.
- Венская операция с 16 марта 1945 года по 15 апреля 1945 года.
- Братиславско-Брновская операция с 25 марта 1945 года по 5 мая 1945 года.
- Пражская операция с 6 мая 1945 года по 11 мая 1945 года.

## Оценки и мнения
Он был из тех, кого называют прирождёнными лётчиками. Несмотря на нехватку боевого опыта, Солтан на удивление быстро снискал признание у своих новых товарищей. Помимо великолепных лётных данных он обладал ещё одним важным для фронтового лётчика качеством — мужеством и неистребимой жаждой воевать— Дважды Герой Советского Союза Г. Т. Береговой. «Три высоты»

## Награды
- Медаль «Золотая Звезда» (05.10.1995, посмертно)
- Орден Красного Знамени (20.10.1943)
- Орден Отечественной войны 1-й степени (14.02.1944)
- Орден Отечественной войны 2-й степени (06.04.1985)
- Орден Красной Звезды (15.03.1944)
- Орден «Знак Почёта»
- Медали

## Память
- Памятник Герою Российской Федерации С. Л. Биджиеву установлен в городе Карачаевске Карачаево-Черкесской Республики.

## Документы
- Общедоступный электронный банк документов «Подвиг Народа в Великой Отечественной войне 1941—1945 гг.» Архивировано 13 марта 2012 года. №№ в базе данных 18638292. Архивировано 18 декабря 2012 года., 21830127. Архивировано 18 декабря 2012 года., 21214185. Архивировано 18 декабря 2012 года., 1518029679. Архивировано 18 декабря 2012 года.
- Указ Президента Российской Федерации от 5 октября 1995 года N 1018 «О награждении государственными наградами Российской Федерации».